# روئینگ (ورزش)

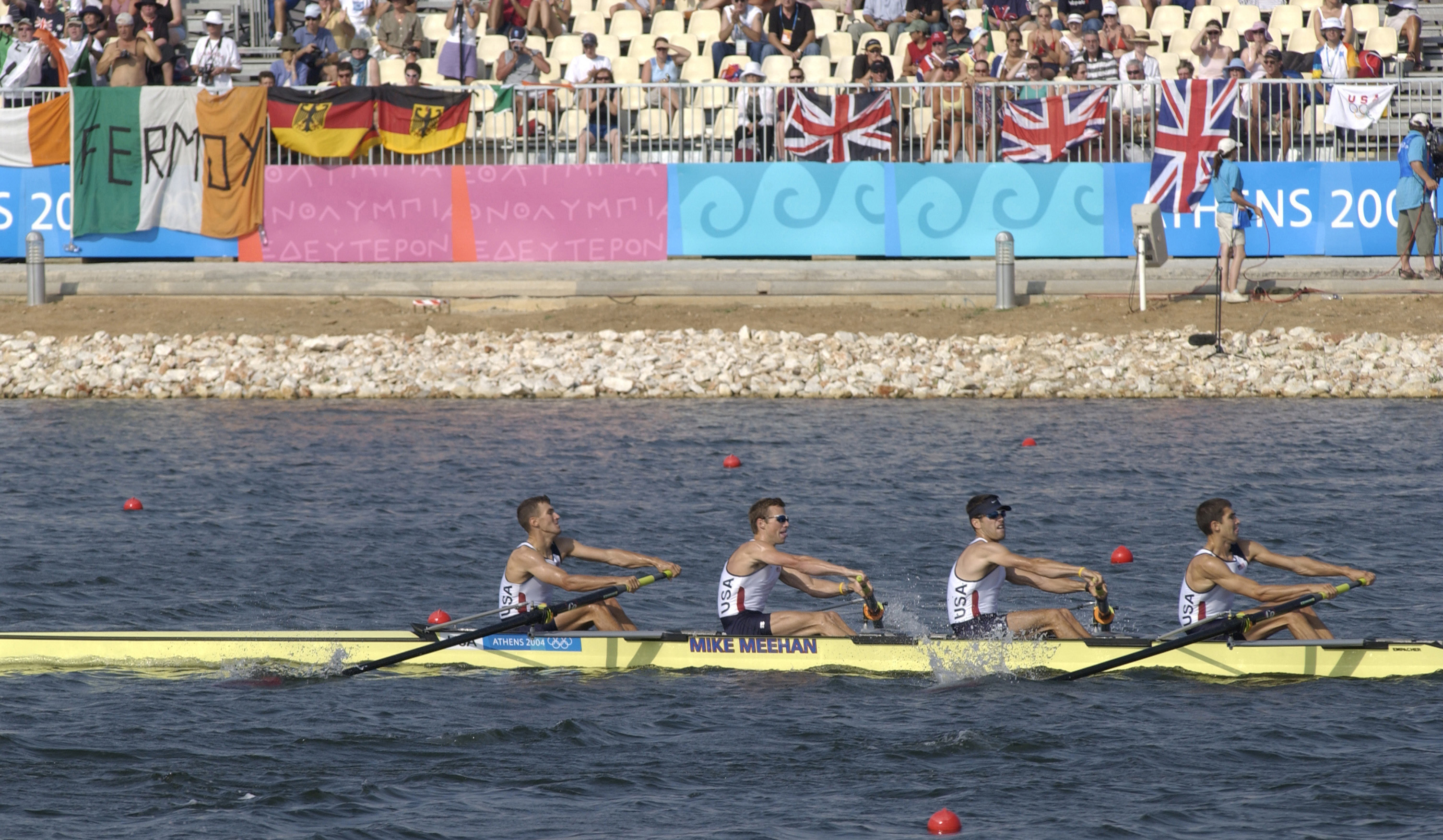
روئینگ چهارنفره سبک‌وزن مردان ایالات متحده در المپیک ۲۰۰۴ آتن

روئینگ یا پاروزنی یا پاروزنی با قایق، نوعی قایقرانی و یک رشتهٔ ورزشی است که در آن ورزشکاران بر روی یک قایق با استفاده از پارو در رودخانه، دریاچه یا دریا به رقابت با یکدیگر می‌پردازند. در این رشته قایقرانان رو به عقب در قایق نشسته و با استفاده از دو پارو که با گیره به قایق چسبیده است، قایق خود را به سمت جلو هدایت می‌کنند. قایق‌های روئینگ دراز و باریک و دو سوی آن‌ها نیمه‌مدور است.
روئینگ یکی از نخستین رشته‌های المپیک مدرن است که از المپیک ۱۹۰۰ پاریس هر دوره برگزار شده است. این رشته در نخستین دورهٔ المپیک در ۱۸۹۶ هم در برنامهٔ مسابقات قرار داشت ولی به دلیل شرایط بد آب‌وهوایی برگزار نشد.
امروزه رقابت‌های بین‌المللی روئینگ در دو بخش مردان و زنان برگزار می‌شود که هر یک به دو قسمت سبک‌وزن و سنگین‌وزن تقسیم می‌شوند. ماده‌های مختلفی از این رشته به صورت تک‌نفره، ۲نفره، ۴نفره برگزار می‌شود. تمام مسابقه‌های قهرمانی جهان، المپیک و بیشتر مسابقات مهم دیگر در مسافت ثابت ۲۰۰۰ متر برگزار می‌شود. از همین رو پاروزنی یک ورزش استقامتی به‌شمار می‌رود که سطح بالای آمادگی جسمانی در آن اهمیت محوری دارد. مسابقات قهرمانی جهان این ورزش در ۲۲ ماده و المپیک در ۱۴ ماده برگزار می‌شود.